# Lars Jørgen Madsen
Lars Jørgen Madsen (Vordingborg, 19 luglio 1871 – Randers, 1º aprile 1925) è stato un tiratore a segno danese.

## Carriera
Nella sua carriera da tiratore Madsen partecipò a cinque Olimpiadi: Parigi 1900, Londra 1908, Stoccolma 1912, Anversa 1920, Parigi 1924. In tutto riuscì a conquistare 2 ori, 2 argenti e un bronzo.

## Palmarès
| Anno | Manifestazione | Sede      | Evento                                | Risultato | Note |
| ---- | -------------- | --------- | ------------------------------------- | --------- | ---- |
| 1900 | Olimpiadi      | Parigi    | Carabina militare, in piedi           | Oro       |      |
| 1912 | Olimpiadi      | Stoccolma | Fucile 300m 3 posizioni               | Argento   |      |
| 1912 | Olimpiadi      | Stoccolma | Fucile libero a squadre               | Bronzo    |      |
| 1920 | Olimpiadi      | Anversa   | Fucile militare 300m in piedi         | Argento   |      |
| 1920 | Olimpiadi      | Anversa   | Fucile militare 300m seduti a squadre | Oro       |      |